# Gareth Williams (Rugbyspieler)
Gareth John Williams (* 19. Dezember 1979 in Bridgend) ist ein ehemaliger walisischer Rugby-Union-Spieler. Er spielte als Hakler zuletzt für die Cardiff Blues und hat neun Mal für die walisische Nationalmannschaft gespielt.
Williams stieß 2003 zu den neu gegründeten Blues, zuvor hatte er für die Rugbyabteilung der University of Wales namens UWIC RFC, den Pontypridd RFC und den in Sydney beheimateten Gordon RFC gespielt. Er sammelte bereits in den Jugendnationalmannschaften des Landes Erfahrungen und war unter anderem Kapitän der U18-Auswahl. Sein erstes Spiel für die Herrennationalmannschaft bestritt er bei den Six Nations 2003 gegen Italien. Im selben Jahr spielte er noch viermal für Wales. Erst im Jahr 2009 kam er zu weiteren Nationalmannschaftseinsätzen.
Williams ging 2011 wegen einer wiederkehrenden Verletzung in den Ruhestand.